# Głos wolności
Głos wolności (ang. Amazing Grace) – brytyjsko-amerykański dramat biograficzny z 2006 roku w reżyserii Michaela Apteda. Opowieść o kampanii przeciwko handlowi niewolnikami w XVIII-wiecznej Anglii, prowadzonej przez sławnego abolicjonistę Williama Wilberforce'a, który kierował opozycją antyniewolniczą w brytyjskim parlamencie. Angielski tytuł filmu odnosi się do hymnu „Amazing Grace”, a przesłanie płynące z tego dzieła Johna Newtona zostało zawarte w filmie.
Premiera filmu miała miejsce na MFF w Toronto 16 września 2006 roku. Film ten otwierał także festiwal „Heartland Film” w Indianapolis 19 października 2006 roku. Europejska premiera filmu pokryła się z 200. rocznicą głosowania w brytyjskim parlamencie nad zniesieniem ustawy o niewolnictwie.

## Produkcja
Zdjęcia do filmu kręcono na obszarze kilku angielskich hrabstw: 
- East Riding of Yorkshire (Kingston upon Hull);
- Gloucestershire (doki w Gloucester);
- Kent (Chatham) - kościół w dokach wykorzystany jako miejsce obrad Izby Gmin;
- Oxfordshire (kościół w Garsington) - scena ślubu;
- Wiltshire;
- Londyn (m.in. Old Royal Naval College w Greenwich)[1][2][3].

## Fabuła
Początek filmu przedstawia Wilberforce'a, który z powodu choroby wypoczywa na wakacjach w Bath, razem ze swoim kuzynem Henrym Thorntonem. Tam też poznaje swoją przyszłą żonę Barbarę Spooner. Barbara jest bardzo zainteresowana sprawą handlu niewolnikami. Chociaż początkowo William nie chce poruszać tematu niewolnictwa, ostatecznie dzięki namową dziewczyny decyduje się opowiedzieć o swoich działaniach w sprawie walki z niewolnictwem. Opowieść przedstawia wydarzenia mające miejsce 15 lat wcześniej w 1782 roku. William opowiada o wydarzeniach które sprawiły, że w krótkiej przestrzeni czasu tak bardzo podupadł na zdrowiu. Początkowo ambitny i popularny członek parlamentu (MP), niczym szczególnym nie wyróżnia się od swoich przyjaciół. Jednak po poruszeniu niebezpiecznej sprawy dotyczącej handlu niewolnikami, jego popularność spada i w Izbie Gmin na coraz więcej wrogów przede wszystkim wśród członków Izby z miast nadmorskich – Londynu, Bristolu i Liverpoolu.
Rozczarowany tym, że nie jest w stanie zmienić czegokolwiek w sprawie niewolnictwa popada w fizyczną chorobę. W tym momencie akcja filmu powraca do teraźniejszości. Barbara zachęca go do ponownej walki, gdyż twierdzi, że nikt inny nie podejmnie się tego wyzwania. Kilka dni później William i Barbara biorą ślub. Wilberforce odnawia kontakty ze swoimi przyjaciółmi z okresu walki z niewolnictwem – Williamem Pittem, Thomasem Clarksonem i Jamesem Stephanem. Abolicjoniści przez długi czas szukają argumentów, które przekonają parlament do zniesienia handlu niewolnikami, przeprowadzając wywiady na statkach niewolniczych, zbierając podpisy przeciwko niewolnictwu oraz organizując protesty. Ostatecznie ustawa o zniesieniu niewolnictwa zostaje przegłosowana przez parlament w 1833 roku.

## Obsada
- Ioan Gruffudd – William Wilberforce
- Romola Garai – Barbara Spooner
- Benedict Cumberbatch – William Pitt Młodszy
- Albert Finney – John Newton
- Michael Gambon – Charles James Fox
- Rufus Sewell – Thomas Clarkson
- Youssou N’Dour – Olaudah Equiano
- Ciarán Hinds – Banastre Tarleton
- Toby Jones – William IV
- Nicholas Farrell – Henry Thornton (abolicjonista)
- Sylvestra Le Touzel – Marianne Thornton
- Jeremy Swift – Richard the Butler
- Stephen Campbell Moore – James Stephen (polityk)
- Bill Paterson – Thomas Dundas
- Nicholas Day – sir William Dolben
- Georgie Glen – Hannah More